# Otto Groos
Otto Joseph Christian Hubert Groos (* 17 de julio de 1882 en Jülich; † 29 de mayo de 1970 en Bremen) fue un marino alemán que llegó a almirante en la Segunda Guerra Mundial.

## Vida
Groos fue hijo de un oficial del Ejército. El 7 de abril de 1900 ingresó en la Marina Imperial alemana. Tras su formación y primeras experiencias a bordo, sirvió durante la Primera Guerra Mundial entre otros destinos como piloto de altura del crucero protegido SMS Von der Tann durante la Batalla de Jutlandia y desde el 23 de junio de 1917 como oficial de estado mayor en el 4.º Grupo de Exploración. Le fueron concedidas ambas clases de la Cruz de Hierro, la Cruz de Caballero de la Orden de la Casa Real de Hohenzollern con Espadas y la Media Luna de Hierro.
Entre diciembre de 1918 y enero de 1926 trabajó en el Departamento de Historia Militar de la Armada alemana, el futuro Archivo de Marina. Allí preparó la visión histórica de la guerra en el Mar del Norte desde el punto de vista alemán, que se publicaría en siete tomos con el título de Der Krieg in der Nordsee. En este período fue ascendido a capitán de fragata y el 20 de junio de 1925 recibió el doctorado honoris causa en Filosofía por la Universidad Renana de Federico-Guillermo en Bonn.
En su visión, Groos se adaptó en buena medida a los gustos del almirante retirado Alfred von Tirpitz, que para excusar a la Armada acusaba al canciller Theobald von Bethmann Hollweg como presunto responsable de que la flota no se hubiera utilizado en el momento preciso. En esos volúmenes tendenciosos y unilaterales, Groos presentaba bajo una mala luz a los oficiales que según la visión de Tirpitz habían fallado, en concreto Friedrich von Ingenohl, Hugo von Pohl y Georg Alexander von Müller, mientras que silenció conscientemente otros aspectos que podrían haber contribuido a ver las cosas de otra forma. Eberhard von Mantey, director del Archivo de Marina, reconoció en1932 a Erich Raeder que los primeros tomos sobre la guerra en el Mar del Norte se habían escrito totalmente "al estilo de Tirpitz" y que serían necesario rehacerlos, ya que su autor, Otto Gross, "en relación con la historia, solo puede pensar de forma subjetiva".
El 10 de enero de 1926, Groos tomó el mando del crucero ligero Hamburg, en funciones de buque escuela, con el que emprendió una vuelta al mundo durante la cual sería ascendido a capitán de navío el 1 de diciembre de 1926. Tras su regreso, en junio de 1927, Groos fue destinado a la Dirección Naval (Marineleitung), donde fue primero profesor y desde abril de 1929 se hizo cargo de la dirección de los cursos de formación de los oficiales de estado mayor.
Ascendido en 1930 a contraalmirante, desde abril a septiembre de 1931, Groos fue jefe de Estado Mayor de la Estación Naval del Báltico y luego jefe del Departamento de Mando de la Armada en la Dirección Naval. El 1 de abril de 1934 fue ascendido a vicealmirante y el 30 de septiembre retirado del servicio.
El 22 de marzo de 1939 Groos fue reactivado, quedando a disposición del Estado Mayor Supremo de las Fuerzas Armadas y destinado como jefe del Departamento Especial de Guerra Comercial y Medidas de Combate Económicas hasta el fin de la guerra, con una breve interrupción entre junio y octubre de 1944. El 1 de septiembre de 1941 fue ascendido a almirante.
Desde 1967 fue miembro de la Asociación Clausewitz.

## Escritos
Además de su trabajo en la obra colectiva sobre la guerra en el Mar del Norte (Der Krieg in der Nordsee) Groos publicó varios libros sobre guerra naval, entre otros:
- Seekriegslehren im Lichte des Weltkrieges. Berlín 1929.
- Was jeder vom Seekrieg wissen muß. Berlín 1940.
- Der Seekrieg. Berlín, Viena, Praga, 1943.

## Precisiones
1. ↑  Groos elaboró los primeros cinco volúmenes de Krieg in der Nordsee, el sexto fue publicado en 1937 y el séptimo no se publicó hasta 2006.

- Datos: Q15428149